# Medalia pentru bărbăție și credință
Medalia pentru bărbăție și credință, în prezent Medalia Bărbăție și Credință, este o medalie românească instituită prin Decretul Regal No. 2812 din 3 noiembrie 1903 și modificat prin Înaltul Decret Regal No. 2523 din 12 octombrie 1904 care a fost conferită ofițerilor și agenților de poliție care au dat dovadă de bărbăție și credință în îndeplinirea funcției sau oricărui funcționar public sau persoană particulară care va fi contribuit la menținerea sau restabilirea ordinei și siguranței publice, va fi adus servicii importante poliției, va fi salvat viața sau avutul unei persoane cu pericolul vieții sale, ori va fi săvârșit un act de bărbație sau credință.

## Descriere

### Modelul 1903
La crearea medaliei au fost instituite trei clase: clasa I de aur, clasa II de argint și clasa  III de bronz. Medalia este de formă ovală cu diametrul vertical de 35 mm și cel orizontal de 27 mm.
Pe aversul medaliei este gravată în relief efigia regelui Carol I înconjurată de cuvintele Carol I Rege al României, iar pe revers este ștanțată în relief deviza „Bărbăție și Credință” și o ghirlandă de lauri.
Medalia este atașată la panglică printr-un inel lipit la două ramuri de laur ce susțin o bară orizontală de care se atașează panglica. Panglica, lată de 30 mm, este din mătase ripsată având la mijloc o bandă de culoare galbenă de 18 mm și pe fiecare margine câte o bandă albastră și roșie de câte 3 mm fiecare.

### Modelul 1913
În decembrie 1913 medaliei i-a fost adăugat un semn distinctiv pentru a recompensa militarii care luaseră parte la campania din 1913: o baretă de metal lată de 5 mm și de lățimea panglicii, de culoarea medaliei, având ștanțată în relief indicația Campania 1913. Bareta metalică se fixa de-a curmezișul panglicii. 

### Modelul 1916

Medalia pentru bărbăție și credință clasa II cu însemne de război, model 1916.

În 1916, prin Legea privind instituirea Ordinului militar „Mihai Viteazul”, au fost modificate condițiile de acordare a acestei medalii participanților la campanii militare (Medalia Bărbăție și Credință cu însemne de război). Astfel, a fost instituită conferirea cu spade pentru fapte de arme meritorii realizate de militari și subofițeri, această medalie devenind ierarhic cea mai mică decorație ce putea fi acordată trupei. În decursul celui de-al Doilea Război Mondial a fost cea mai acordată distincție.

### Modelul 2003
Medalia nu a mai fost acordată după 1947. În 2000, prin Legea nr. 29/2000 privind sistemul național de decorații al României, este reinstituită Medalia Bărbăție și Credință cu însemne de pace și război. Condițiile de acordare au fost precizate în Legea nr. 528/2003 privind Medalia Bărbăție și Credință și Regulamentul din 11.12.2003 privind descrierea și modul de acordare a Medaliei Bărbăție și Credință.
Noua medalie, care păstrează cele trei clase diferențiind însă un model pentru civili și unul pentru militari, este confecționată din tombac și este de formă ovală având diametrul mare de 35 mm și cel mic de 22 mm. Pe avers este ștanțată stema României cu înălțimea de 22 mm. Pe revers sunt înscrise central, în relief, cu caractere înalte de 3 mm, 1903 / BĂRBĂȚIE / ȘI / CREDINȚĂ / 2000, pentru medalia cu însemn de pace, și 1916 / BĂRBĂȚIE / ȘI / CREDINȚĂ / 2000, pentru medalia cu însemn de război. Medalia cu însemn de pace este surmontată, pentru militari, de o semicunună formată din ramuri de laur, cu capetele semicununii unite printr-o bară, prin intermediul căreia se petrece panglica, iar pentru civili de o sferă cu diametrul de 5 mm prin care se petrece un inel cu diametrul de 20 mm. Panglica a păstrat culorile inițiale. Pentru personalul civil de sex feminin panglica este pliată sub formă de fundă și are lungimea de 100 mm.
Însemnele de război ale medaliei, existente numai la varianta pentru militari, sunt reprezentate de prezența a două spade încrucișate cu vârfurile în sus între medalie și semicunună, de textul specific pe revers, de prezența pe marginea internă a panglicii a unui fir auriu, lat de 1 mm, și de aplicarea pe baretă a două spade încrucișate, cu vârfurile în sus, lungi de 15 mm.